# تپه پلنگدم
تپه پلنگدم مربوط به دوران‌های تاریخی پس از اسلام است و در شهرستان رودسر، بخش رحیم‌آباد، روستای درگاه واقع شده و این اثر در تاریخ ۲۷ بهمن ۱۳۸۲ با شمارهٔ ثبت ۱۰۹۹۴ به‌عنوان یکی از آثار ملی ایران به ثبت رسیده‌است.